# Lưu Đạo Liên
Lưu Đạo Liên (chữ Hán: 刘道鄰, 368 - 21 tháng 7, 422), tức Trường Sa Cảnh vương (长沙景王), là một vị tướng lĩnh nhà Đông Tấn và tông thất nhà Lưu Tống, em trai của Tống Võ Đế, vua đầu tiên của triều Lưu Tống trong lịch sử Trung Quốc.

## Tiểu sử
Cha của Lưu Đạo Liên là Lưu Kiều, cháu đời thứ 20 của Sở vương Lưu Giao, người em của Hán Cao Tổ Lưu Bang, mẹ là Tiêu Văn Thọ. Thời niên thiếu, Lưu Đạo Liên được phong làm Quốc tử học sinh. Những năm anh ông chưa nắm quyền trong triều thì Lưu Đạo Liên vẫn ở nhà hầu hạ mẹ. Đến năm 405, sau khi Lưu Dụ bình định được loạn Hoàn Huyền và trở thành người thao túng triều chính, Lưu Đạo Liên được tiến cử lên làm Viên ngoại tán kị thị lang, sau thăng lên làm Kiến Uy tướng quân, Nam Bành Thành nội sử.
Năm 405, Bắc Ngụy cử Dự châu thứ sử Tác Đô Chân và Đại tướng quân Hộc Tư Lan tiến công Từ châu của nhà Tấn, sau đó tiến về Bành Thành. Tướng quân Dương Mục ở Bành Thành sai sứ đến xin Lưu Đạo Liên cử quân cứu viện. Quân của Lưu Đạo Liên tiến vào Bành Thành, buộc quân Ngụy thối lui. Nhân đó ông lại dẫn quân đánh quân nổi dậy của Lưu Cai, giết chết Lưu Cai và thái thú Tôn Toàn (vốn tư thông với Lưu Cai từ trước), lập được chiến công lớn. Về sau, Lưu Đạo Liên được thăng lên chức Long tương tướng quân, thái thú Đường Ấp.
Năm 406, Lưu Đạo Liên lại được phong đến chức Trì tiết, giám chinh Thục chư quân sự và được tiến tước Tân Hưng huyện hầu. Sang năm 408, Lưu Đạo Liên được phong làm Thứ sử Tịnh châu và thái thú Nghĩa Xương. Lúc bấy giờ quân Tiên Ti ở phía bắc đưa quân đánh phá Bắc Ngụy. Lưu Đạo Liên dâng biểu lên triều đình xin đến trấn thủ Bành Thành để phòng chống quân Tiên Ti. Triều đình nhà Tấn bèn phong ông làm Chinh Lỗ tướng quân, đốc Hoài Bắc quân quận sự, Bắc Đông Hải thái thú. Sau đó ông dẫn quân đánh bại được quân Tiên Ti, nên được phong thêm thực ấp 500 hộ ở huyện Tân Du.
Năm 409, Lưu Đạo Liên theo phò tá anh trai Lưu Dụ bắc phạt, tiến đánh thành Quảng Cố thuộc nước Nam Yên. Ông bắt sống được vua Nam Yên là Mộ Dung Siêu. Nhờ có công trạng to lớn, Lưu Đạo Liên được thăng làm Trì tiết, Tả tướng quân. Sang năm 411, ông bị đổi làm Bắc Từ châu thứ sử, trấn thủ ở Bành Thành.
Năm 412, Lưu Dụ đưa quân công đánh Lưu Nghị, nên lại đổi Lưu Đạo Liên làm Đô Đốc hai châu Thanh và Cổn, Tấn Lăng Kinh khẩu Hoài Nam chư quận quân sự, thứ sử hai châu Thanh, Duyện, trì tiết, tướng quân. Sang năm 413, ông được thăng từ tước hầu lên làm Cánh Lăng huyện công, thực ấp 1000 hộ. Sang năm 414, ông được thăng làm Trung quân tướng quân, Tán kị thường thị. Đến năm 415, ông được thăng đến chức đô đốc của bảy châu là Kinh, Trần, Trữ, Tương, Ích, Lương, Ung và Khai phủ Nghi Đồng Tam ti. Năm 419, Lưu Đạo Liên được vào triều nhận chức Thượng thư lệnh và Tư không.
Năm 420, Lưu Dụ cướp ngôi nhà Đông Tấn, lập ra nhà Lưu Tống. Lưu Đạo Liên do là em trai của hoàng đế nên được phong tước vị Trường Sa vương vào ngày 13 tháng 7 cùng năm. Đồng thời, ông cũng được phong chức thái úy trong triều đình. Có một lần thái hậu (mẹ của Lưu Đạo Liên) bảo Tống Vũ đế cho ông đến trấn thủ Dương châu, là một vùng đất quan trọng như Vũ Đế không đồng ý.
Ngày 21 tháng 7 năm 422, Lưu Đạo Liên bị bệnh qua đời, thọ 55 tuổi, được truy tôn là Trường Sa Cảnh vương, truy tặng làm Thái phó, trì tiết, Thị trung và Đô đốc và được an táng theo lễ của thái tể nhà Tấn là An Bình vương Tư Mã Phu trước đây.

## Đánh giá
Tống thư và Nam sử đều ghi nhận rằng Lưu Đạo Liên là một kẻ tham lam tiền của, thường cướp lấy tiền bạc trong phủ khố. Vì thế mỗi lần chuyển sang địa phương mới thì phủ khố của địa phương cũ đều bị hắn ta vơ vét hết.

## Gia quyến
- Cha: Lưu Kiều
- Mẹ: Tiêu Văn Thọ
- Anh em:
  - Tống Vũ Đế Lưu Dụ
  - Lâm Xuyên Liệt Vũ vương Lưu Đạo Quy
- Con cháu
  - Trường Sa Thành Vương Lưu Nghĩa Hân
    - Trường Sa Điệu vương Lưu Cẩn
      - Lưu Xán
      - Trường Sa vương Lưu Toản (sau Nam Tề cướp ngôi Lưu Tống bị giết)

    - Lưu Giai
    - Lưu Chiêm
    - Lưu Uẩn
    - Lưu Bật
    - Lưu Giám
    - Lưu Hiệp
    - Lưu Hạo
    - Lưu Thuật

  - Lâm Xuyên Khang vương Lưu Nghĩa Khánh
    - Lâm Xuyên Ai vương Lưu Diệp
      - Lâm Xuyên vương Lưu Xước
      - Lưu Quán

    - Lưu Kính
    - Lưu Dĩnh
    - Lưu Sai

  - Quế Dương Cung hầu Lưu Nghĩa Dung
    - Quế Dương Hiếu hầu Lưu Nghĩ
      - Quế Dương hầu Lưu Hoảng

    - Lâm Lễ Trung hầu Lưu Tập
      - Lâm Lễ hầu-Đông Xương hầu Lưu Mân

    - Lưu Bưu
    - Lưu Thực
    - Lưu Quý

  - Tân Du Huệ hầu Lưu Nghĩa Tông
    - Tân Du Hoài hầu Lưu Giới
      - Tân Du hầu Lưu Thừa

    - Lưu Bỉnh
    - Lưu Mô
    - Lưu Hà

  - Hưng An Túc hầu Lưu Nghĩa Tân
    - Hưng An Huệ hầu Lưu Tông
      - Hưng An hầu Lưu Hiến

    - Lưu Côn

  - Doanh Đạo Hi hầu Lưu Nghĩa Kì
    - Doanh Đạo hầu Lưu Trường Du